# Бозвел (Оклахома)
Бозвел (енгл. Boswell) град је у америчкој савезној држави Оклахома.

## Демографија
По попису из 2010. године број становника је 709, што је 6 (0,9%) становника више него 2000. године.
| Група             | 2000.       | 2010.       |
| Белци             | 465 (66,1%) | 432 (60,9%) |
| Афроамериканци    | 58 (8,3%)   | 59 (8,3%)   |
| Азијати           | 0 (0,0%)    | 2 (0,3%)    |
| Хиспаноамериканци | 15 (2,1%)   | 42 (5,9%)   |
| Укупно            | 703         | 709         |